# Velebit-Kanal

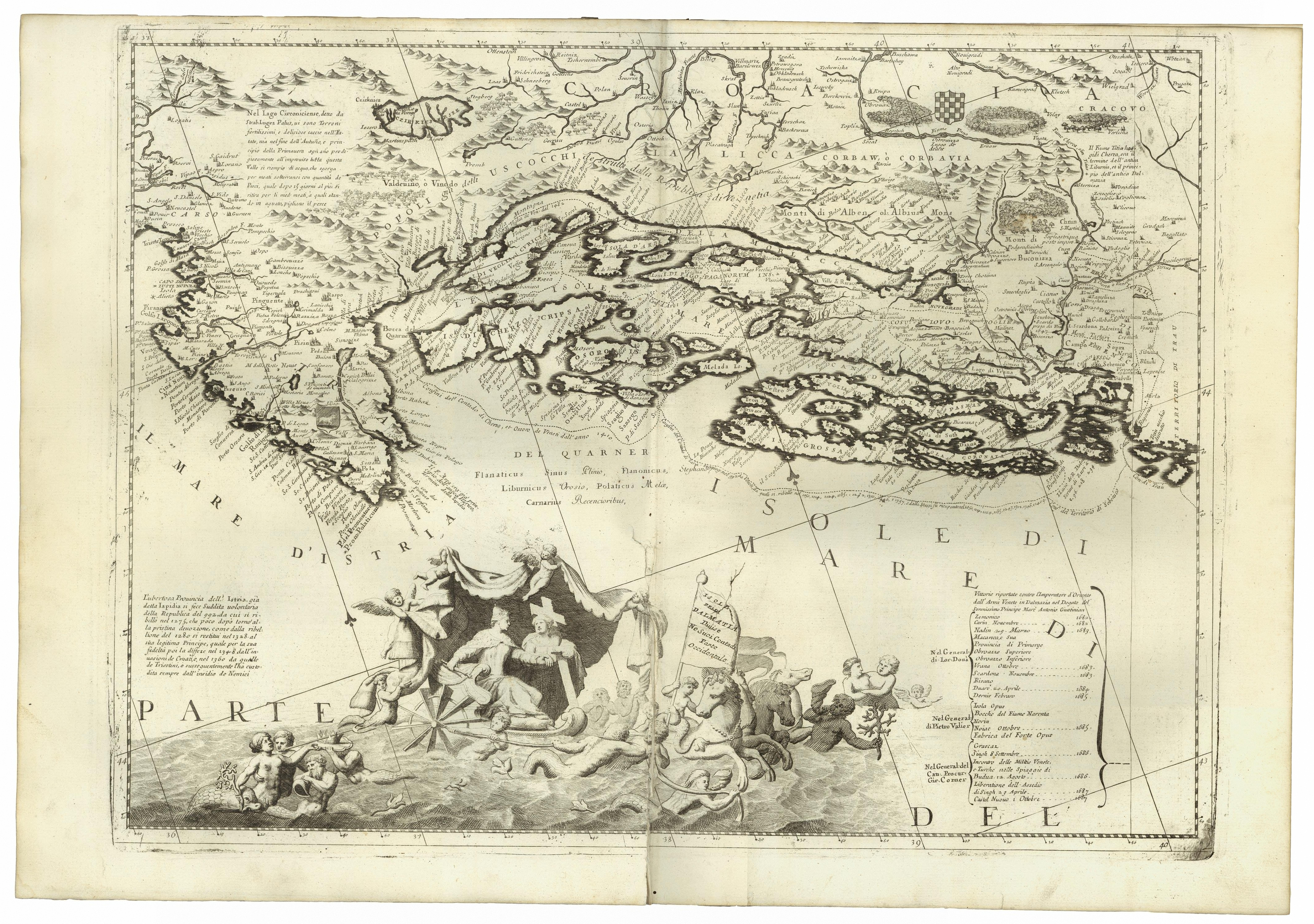
Kartographische Darstellung von 1697 (Vincenzo Maria Coronelli: Isole della Dalmatia divise nesuoi contadi parte occidentale)

Der Velebit-Kanal (kroatisch Velebitski Kanal, historisch italienisch Canale della Morlacca) ist eine Meerenge in der oberen Adria zwischen dem Festland Kroatiens und den vorgelagerten Inseln.
Die Meeresstraße ist ein Teil der Gewässer des als Kvarner (Quarnero) bezeichneten Teils des Adriatischen Meeres und trennt die Inseln Krk, Rab und Pag vom kroatischen Festland, wo sich das parallel verlaufende Velebit-Gebirge erhebt. Insgesamt erstreckt sich der Kanal über eine Strecke von rund 130 Kilometern zwischen Crikvenica und Novi Vinodolski bis knapp südlich von Starigrad (genannte Städte am Festland gelegen) in der Landschaft Dalmatiens. Die Breite des Kanals variiert von wenigen hundert Metern bis zu zehn Kilometer.
Der Velebit-Kanal zählt aufgrund der häufig auftretenden Bora-Winde, verbunden mit einer lokalen Düsenwirkung durch das Velebit-Gebirge, zu den gefährlichsten Gewässern im Mittelmeerraum. Im Winter wurden dort stellenweise Spitzenwindgeschwindigkeiten bis zu 240 km/h gemessen.
Der nördlichste Abschnitt der Wasserstraße zwischen der Insel Krk und dem Festland wird als Vinodol-Kanal (kroatisch Vinodolski Kanal) bezeichnet und daher in manchen Kartenwerken als separater Meeresbereich dargestellt. An der schmalsten Stelle wird er durch die Krk-Brücke überspannt. In den weiter südlich gelegenen Abschnitten des Velebit-Kanals gibt es ausschließlich Fährverbindungen zwischen dem Festland und den Inseln.